# Étiquette d'oreille
Cet article possède un paronyme, voir Boucle d'oreille (homonymie).

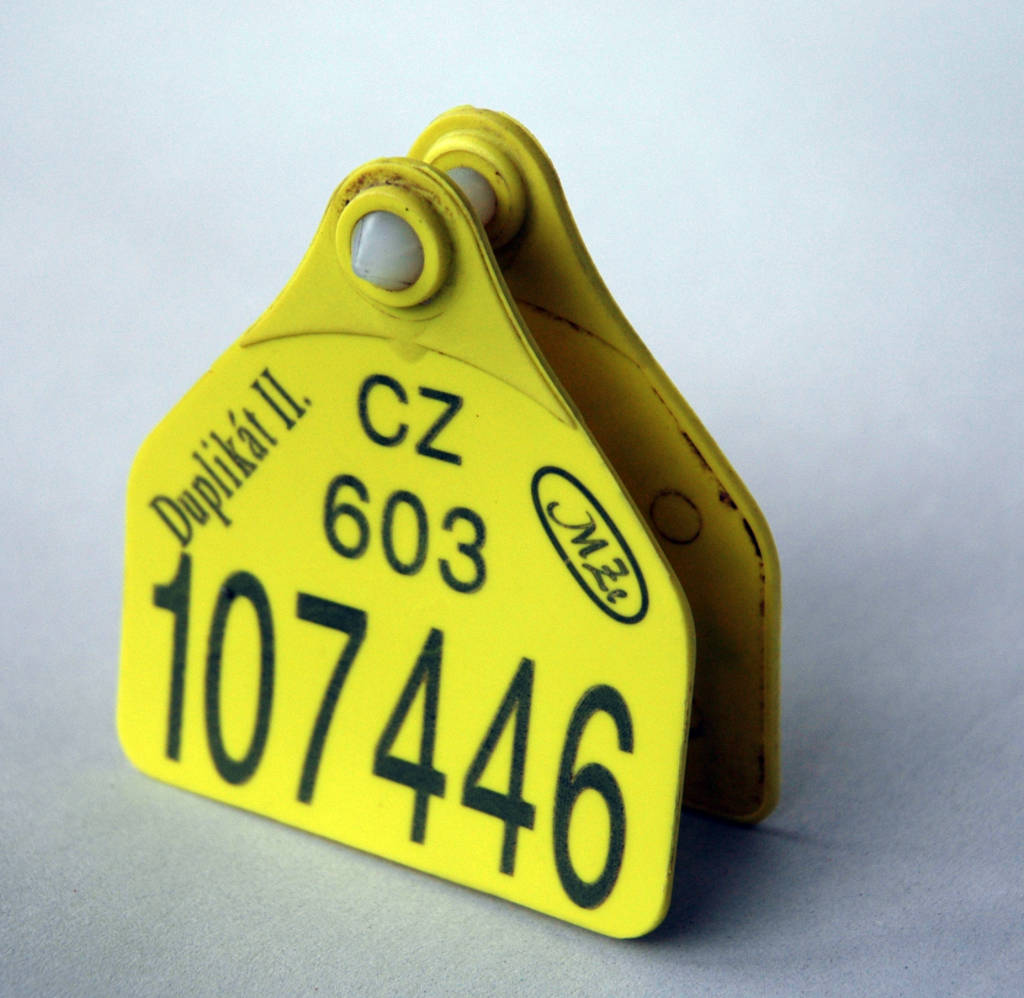
Étiquette d'oreille pour identifier un animal.

Une étiquette d'oreille est un dispositif d'identification agrafé à l'oreille d'animaux. Souvent en plastique ou en métal, ces étiquettes peuvent porter de simples indications écrites ou gravées, ou contenir une puce de radio-identification.

## Élevage
En 1978, la France a mis en place un système national exemplaire d’identification de l’ensemble des bovins. Depuis, les modalités d’identification ont régulièrement évolué pour répondre à de nouveaux besoins : suivi de la production, gestion de la santé des troupeaux, connaissance de l’origine.
En élevage, le marquage des animaux par une étiquette d'élevage permet de suivre la traçabilité de l'animal, de sa naissance jusqu'à sa commercialisation.
L’animal doit porter deux boucles identiques concordant à l’information du passeport qui le concerne dans le registre élevages.  

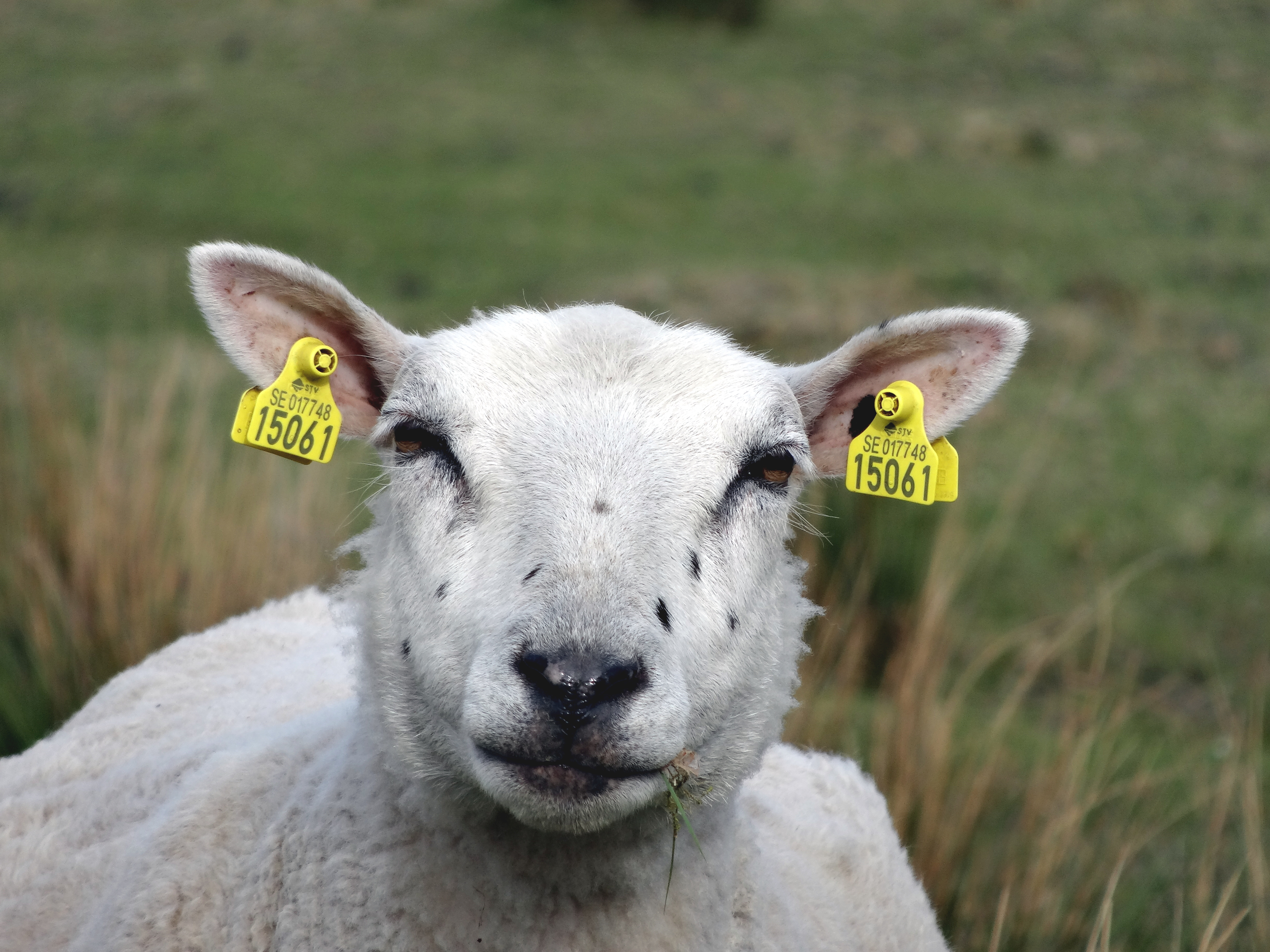
Étiquette sur mouton.
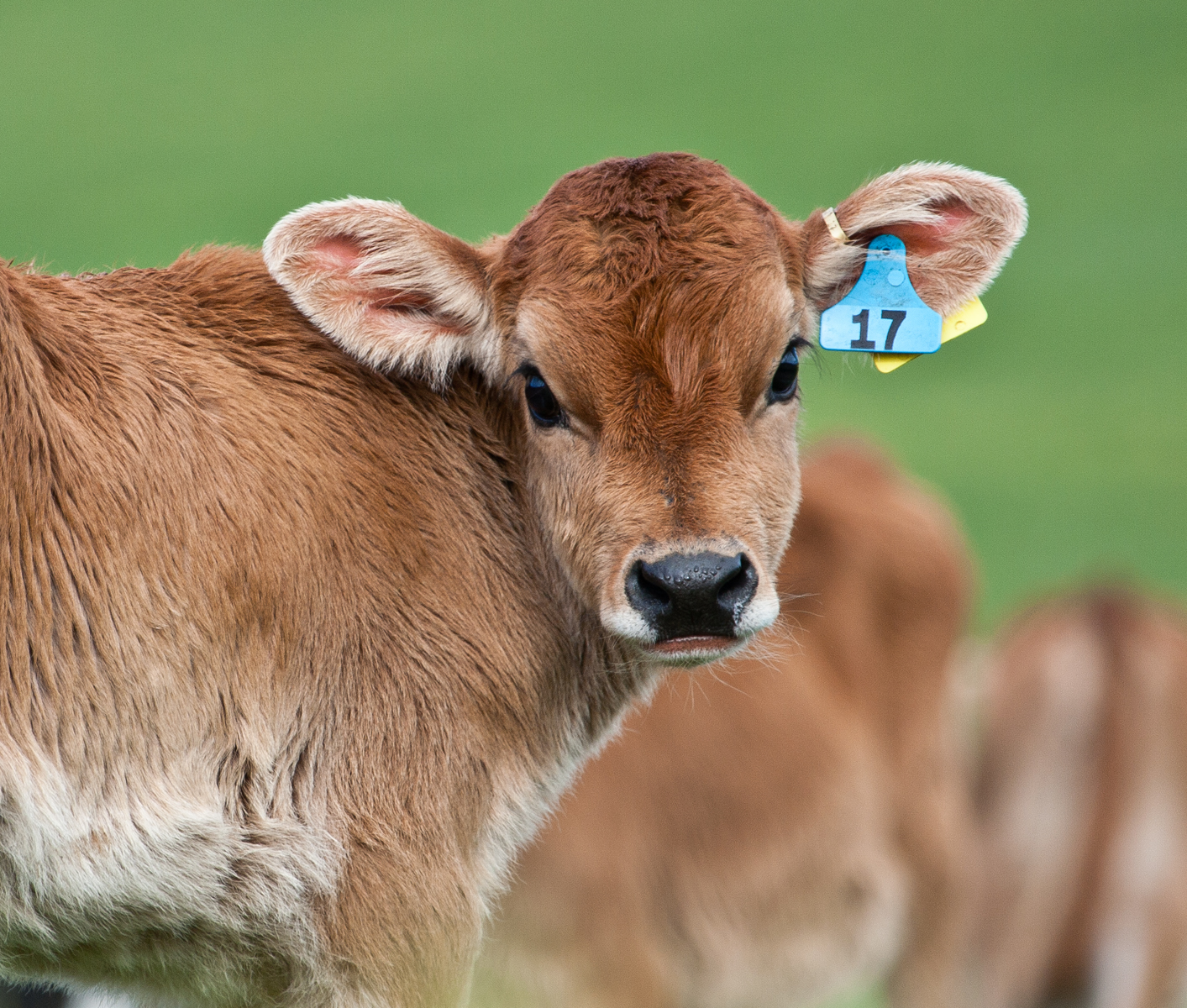
Étiquette sur veau.
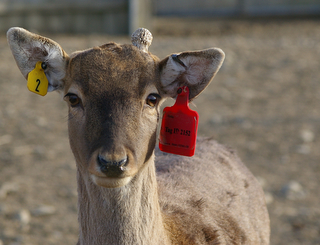
Étiquette sur cervidae.

## Surveillance de la faune sauvage

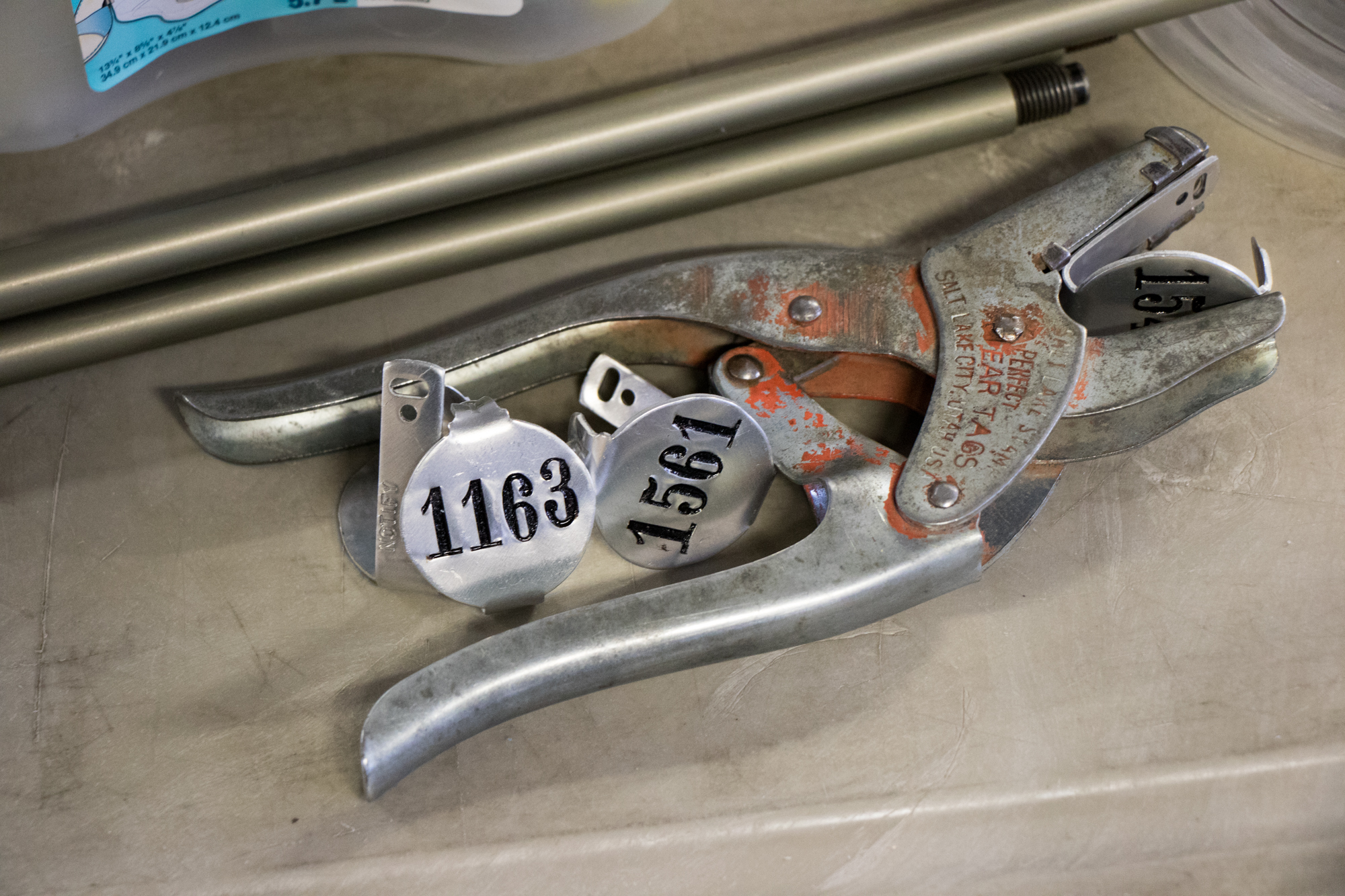
Pince et étiquettes anciennement utilisés pour marquer les ours en Californie.
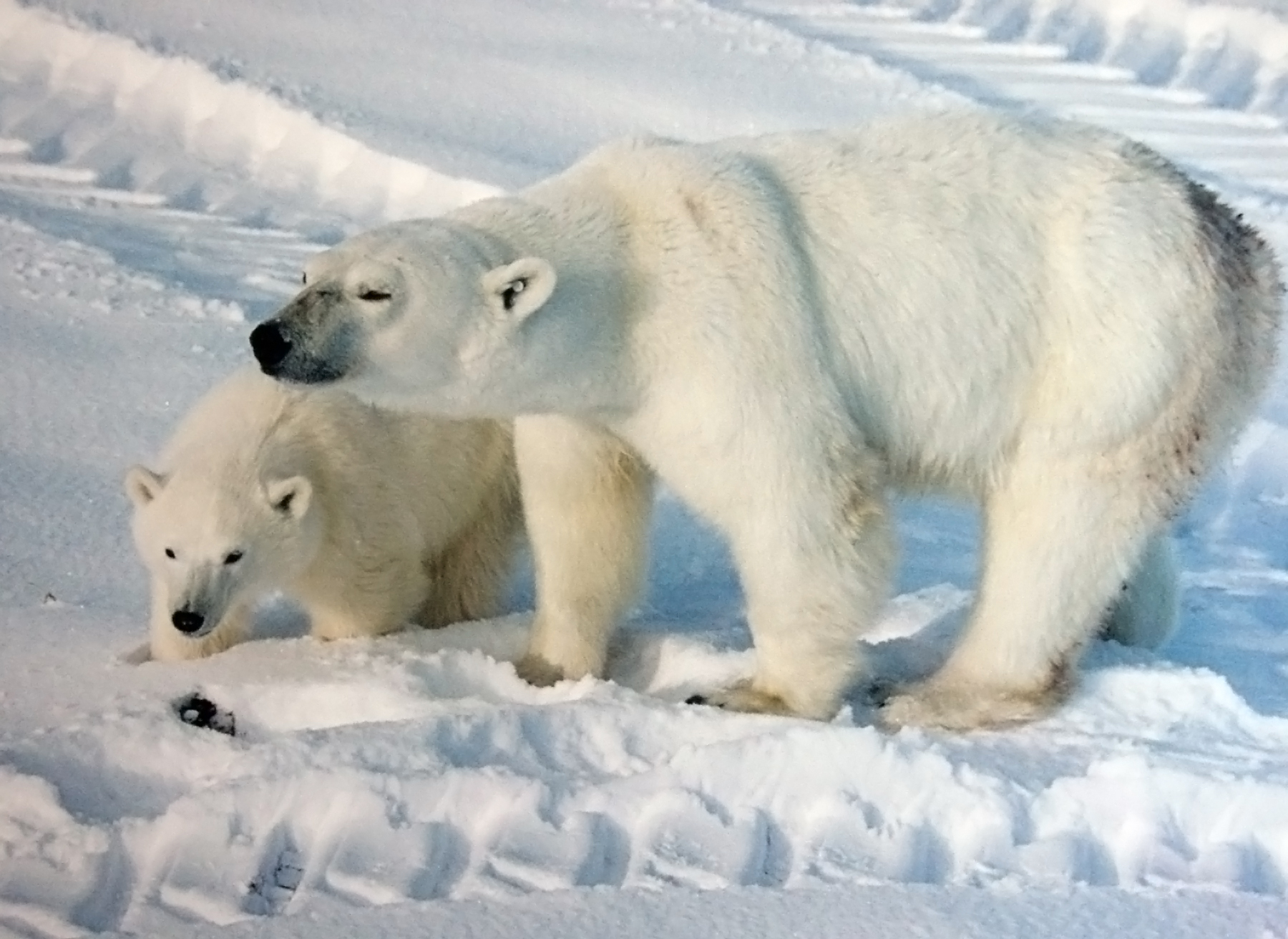
Ours blanc femelle et son ourson à Churchill, au Manitoba. La mère porte une puce RFID dans l'oreille.